# 2022年國家聯盟分區賽
2022年國家聯盟分區賽是國家聯盟季後賽第二輪，4隊將採用的是5戰3勝制，勝出的2支球隊將會得到國聯冠軍賽的資格。目前2分區冠軍和2外卡資格球隊獲勝的球隊將參與此次賽事。本賽事在2022年10月11日至10月15日舉行，參賽的4支球隊是：
- 洛杉磯道奇（國聯西區冠軍，111勝51敗）對上聖地牙哥教士（國聯外卡資格，89勝73敗）
- 亞特蘭大勇士（國聯東區冠軍，101勝61敗）對上 費城費城人（國聯外卡資格，87勝75敗）

最終教士3勝1敗淘汰道奇，費城人3勝1敗淘汰勇士，費城人和教士晉級國聯冠軍戰。

## 洛杉磯道奇對聖地牙哥教士
| 場次 | 客隊         | 比分 | 主隊         | 日期     | 場地       | 觀眾人數 |
| ---- | ------------ | ---- | ------------ | -------- | ---------- | -------- |
| 1    | 聖地牙哥教士 | 3：5 | 洛杉磯道奇   | 10月11日 | 道奇體育場 | 52407    |
| 2    | 聖地牙哥教士 | 5：3 | 洛杉磯道奇   | 10月12日 | 道奇體育場 | 53122    |
| 3    | 洛杉磯道奇   | 1：2 | 聖地牙哥教士 | 10月14日 | 沛可球場   | 45137    |
| 4    | 洛杉磯道奇   | 3：5 | 聖地牙哥教士 | 10月15日 | 沛可球場   | 45139    |

### 10月11日 第一場
加州洛杉磯道奇體育場
| 聖地牙哥教士 | 0 | 0 | 0 | 0 | 3 | 0 | 0 | 0 | 0 | 3 | 7 | 1 |
| 洛杉磯道奇 | 2 | 0 | 3 | 0 | 0 | 0 | 0 | 0 | X | 5 | 6 | 0 |
| 勝投： 胡立歐·烏瑞亞斯（1–0） 敗投： Mike Clevinger（0–1） 救援成功： Chris Martin（1） 全壘打： 教士：威爾·邁爾斯（5上，1分） 道奇：崔亞·特納（1下，1分） 比賽總記錄 |   |   |   |   |   |   |   |   |   |   |   |   |

崔亞·特納首局就砲轟教士先發投手克萊文傑（Mike Clevinger），以陽春砲助隊先馳得點，接著麥克斯·蒙西再補上一支安打助隊取得2：0領先。
道奇3局下再展開攻勢，史密斯、拉克斯（Gavin Lux）接連敲出長打，也將克萊文傑打退場，接著教士一壘手威爾·邁爾斯又發生失誤，奉送給道奇第5分。
道奇今推出國聯防禦率王胡立歐·烏瑞亞斯先發，前4局力保未失。在5局遇到亂流，先被威爾·邁爾斯敲出陽春砲，接著又被傑克·克羅倫沃斯與金河成連續安打，接下來崔恩特·葛里沙姆先以滾地球送回隊友，諾拉（Austin Nola）再貢獻高飛犧牲打，教士追到只剩2分差，不過比賽後段遭道奇4位牛棚聯手封鎖，終場以5比3擊敗教士，搶下系列賽首勝。

### 10月12日 第二場
加州洛杉磯道奇體育場
| 聖地牙哥教士 | 1 | 0 | 2 | 0 | 0 | 1 | 0 | 1 | 0 | 5 | 9  | 0 |
| 洛杉磯道奇 | 1 | 1 | 1 | 0 | 0 | 0 | 0 | 0 | 0 | 3 | 11 | 1 |
| 勝投： 達比修有（1–0） 敗投： Brusdar Graterol（0–1） 救援成功： 賈許·海德（1） 全壘打： 教士：曼尼·馬查多（1上，1分）、傑克·克羅倫沃斯（8上，1分） 道奇：弗萊迪·弗里曼（1下，1分）、麥克斯·蒙西（2下，1分）、崔亞·特納（3下，1分） 比賽總記錄 |   |   |   |   |   |   |   |   |   |   |    |   |

教士首局就靠曼尼·馬查多左外野陽春砲攻下全場第1分，也是他在今年季後賽首轟紀錄。
道奇老將弗萊迪·弗里曼1局下擊出陽春砲追平比數，2局下麥克斯·蒙西追加陽春砲，反以2：1超前。
教士3局上攻勢再起，金河成內野安打、胡安·索托安打攻占一、二壘，曼尼·馬查多揮出二壘打送回金河成，接著傑克·克羅倫沃斯內野滾地球追加1分，教士再度3：2超前。
達比修有還是無法擋住道奇全壘打砲火，3局下再被崔亞·特納轟出陽春砲，兩隊三度打成平手。
道奇6局上推出第2任投手葛拉泰羅（Brusdar Graterol），戰況再度生變，他被布蘭登·卓利、朱利克森·普羅法接連擊出安打，讓教士攻下超前分，達比修有也因這1分成為勝利投手。
教士8局上再靠傑克·克羅倫沃斯陽春砲拉大成兩分領先，教士終場以5比3擊敗道奇，5戰3勝制前兩戰追平戰局。

### 10月14日 第三場
加利福尼亞州聖地牙哥沛可球場
| 洛杉磯道奇 | 0 | 0 | 0 | 0 | 1 | 0 | 0 | 0 | 0 | 1 | 6 | 1 |
| 聖地牙哥教士 | 1 | 0 | 0 | 1 | 0 | 0 | 0 | 0 | X | 2 | 7 | 0 |
| 勝投： 布萊克·史涅爾（1–0） 敗投： 湯尼·岡索林（0–1） 救援成功： 賈許·海德（2） 全壘打： 道奇：無 教士：崔恩特·葛里沙姆（4下，1分） 比賽總記錄 |   |   |   |   |   |   |   |   |   |   |   |   |

道奇推出例行賽16勝1敗的湯尼·岡索林先發，不過他在首局就遭遇亂流，被傑克·克羅倫沃斯敲出安打失分。4局下，手感火燙的崔恩特·葛里沙姆敲出季後賽第三轟，教士取得2比0領先。
5局上，道奇展開反攻。穆奇·貝茲在無人出局二三壘有跑者時打出高飛犧牲打追回一分，不過布萊克·史涅爾穩住陣腳，連續解決崔亞·特納和弗萊迪·弗里曼化解失分危機。
後面兩隊都有攻佔得點圈的機會，不過都沒有把握住，最後教士隊在賈許·海德連續送出2次三振結束比賽，以2比1拿下系列賽第三戰的勝利。這場比賽也是教士隊自1998年後，相隔24年收下季後賽主場勝利。

### 10月15日 第四場
加利福尼亞州聖地牙哥沛可球場
| 洛杉磯道奇                                                                              | 0 | 0 | 2 | 0 | 0 | 0 | 1 | 0 | 0 | 3 | 7 | 0 |
| 聖地牙哥教士                                                                            | 0 | 0 | 0 | 0 | 0 | 0 | 5 | 0 | X | 5 | 9 | 0 |
| 勝投： Tim Hill（1–0） 敗投： Yency Almonte（0–1） 救援成功： 賈許·海德（3） 比賽總記錄 |   |   |   |   |   |   |   |   |   |   |   |   |

道奇3局上點燃首波攻勢，穆奇·貝茲先獲保送，崔亞·特納、弗萊迪·弗里曼連續揮出二壘打，取得2：0領先。
道奇7局上攻勢再起，穆奇·貝茲靠保送、暴投攻占二壘，崔亞·特納短打形成內野安打，接著威爾·史密斯高飛犧牲打攻下全隊第3分。
教士前6局以0：3落後，但7局下單局狂打10人次，先是Austin Nola安打助隊破蛋，韓籍游擊手金河成的二壘安打延續攻勢，胡安·索托敲安追平比分，靠著傑克·克羅倫沃斯的2分打點致勝安打回來得分，最終以5：3力退道奇，讓一追三淘汰了例行賽拿下111勝、全大聯盟戰績最佳的道奇，挺進隊史睽違24年的國聯冠軍戰。
教士克服例行賽落後道奇22場勝差拿下國聯冠軍戰門票，這是大聯盟繼1906年世界大賽(93勝58敗的白襪打敗116勝36敗的小熊)後，史上最多落後勝差球隊贏得系列賽。同時，教士例行賽對戰道奇5勝14敗、6個系列全敗，成為史上第1隊「例行賽對同分區球隊的系列賽全軍覆沒，卻在季後賽勝出」。
加上同一天費城人也以3：1下剋上淘汰衛冕軍勇士，國聯冠軍戰史上第一次由2支外卡球隊包辦。

## 亞特蘭大勇士對費城費城人
| 場次 | 客隊         | 比分 | 主隊         | 日期     | 場地         | 觀眾人數 |
| ---- | ------------ | ---- | ------------ | -------- | ------------ | -------- |
| 1    | 費城費城人   | 7：6 | 亞特蘭大勇士 | 10月11日 | 太陽信託公園 | 42641    |
| 2    | 費城費城人   | 0：3 | 亞特蘭大勇士 | 10月12日 | 太陽信託公園 | 42735    |
| 3    | 亞特蘭大勇士 | 1：9 | 費城費城人   | 10月14日 | 市民銀行球場 | 45538    |
| 4    | 亞特蘭大勇士 | 3：8 | 費城費城人   | 10月15日 | 市民銀行球場 | 45660    |

### 10月11日 第一場
喬治亞州亞特蘭大太陽信託公園
| 費城費城人 | 2 | 0 | 2 | 2 | 1 | 0 | 0 | 0 | 0 | 7 | 12 | 0 |
| 亞特蘭大勇士 | 0 | 1 | 0 | 0 | 2 | 0 | 0 | 0 | 3 | 6 | 9  | 1 |
| 勝投： Seranthony Domínguez（1–0） 敗投： 麥克斯·弗里德（0–1） 全壘打： 費城人：無 勇士：崔維斯·達諾德（2下，1分）、麥特·歐森（9下，3分） 比賽總記錄 |   |   |   |   |   |   |   |   |   |   |    |   |

費城人在首局2出局後就連續敲出4支安打攻下2分，勇士則是在2局下靠著崔維斯·達諾德的陽春砲打破鴨蛋。
3局上，J·T·瑞爾穆托靠著失誤上壘，隨後費城人再開啟一波安打攻勢拿下2分。4局上，瑞斯·哈斯金斯的二壘安打成功打退勇士先發麥克斯·弗里德，後面的尼克·卡斯提亞諾斯也成功敲安再打回2分。5局上，費城人靠著高飛犧牲打，取得7比1的絕對領先。
5局下，勇士開始第一波反攻，崔維斯·達諾德敲出帶有2分打點的二壘安打，幫勇士追到3比7。9局下，麥特·歐森更是敲出一支3分砲，讓比賽形成一分差。不過最後費城人成功守住，以7比6帶走首戰勝利。

### 10月12日 第二場
喬治亞州亞特蘭大太陽信託公園
| 費城費城人                                                                           | 0 | 0 | 0 | 0 | 0 | 0 | 0 | 0 | 0 | 0 | 3 | 0 |
| 亞特蘭大勇士                                                                         | 0 | 0 | 0 | 0 | 0 | 3 | 0 | 0 | X | 3 | 4 | 0 |
| 勝投： 凱爾·萊特（1–0） 敗投： 薩克·惠勒（0–1） 救援成功： 肯利·簡森（1） 比賽總記錄 |   |   |   |   |   |   |   |   |   |   |   |   |

兩隊此役先發投手在比賽前段頂尖交鋒，薩克·惠勒前5局無失分且用球數精簡，凱爾·萊特主投6局也只被打2支安打，送出6次三振與1次保送沒有失分。
勝負關鍵點在6局下，薩克·惠勒雖然一開始很快就取得2個出局數，卻在面對小羅納德·阿庫尼亞的打席，第一球就對他投出觸身球保送，接著再保送丹斯比·史瓦森，讓勇士在本場比賽首度站上得點圈，掌握得分大好機會，麥特·歐森擊出一壘方向滾地安打先馳得點，奧斯汀·萊利再擊出巧妙的三壘方向內野安打補刀，崔維斯·達諾德再補上一支適時安打，幫助勇士一口氣攻下3分大局，薩克·惠勒直到失掉3分後才解決哈里斯（Michael Harris II）拿下第3個出局數。
後續勇士牛棚敏特（A. J. Minter）、萊塞爾·伊格萊西亞斯與肯利·簡森聯手3局無失分，終場勇士以3：0完封費城人，將系列賽扳成1：1平手。

### 10月14日 第三場
賓夕法尼亞州費城市民銀行球場
| 亞特蘭大勇士 | 0 | 0 | 0 | 0 | 0 | 1 | 0 | 0 | 0 | 1 | 6 | 1 |
| 費城費城人 | 0 | 0 | 6 | 0 | 0 | 0 | 3 | 0 | X | 9 | 8 | 2 |
| 勝投： 亞倫·諾拉（1–0） 敗投： Spencer Strider（0–1） 全壘打： 勇士：無 費城人：瑞斯·哈斯金斯（3下，3分）、布萊斯·哈波（3下，2分） 比賽總記錄 |   |   |   |   |   |   |   |   |   |   |   |   |

勇士新秀投手Spencer Strider前2局讓費城人6上6下，不過3局下費城人展開攻勢，布蘭登·馬許靠著投手牽制失誤一口氣跑上三壘，接著菜鳥Bryson Stott率先敲出長打先馳得點，隨後Strider故意四壞國聯全壘打王凱爾·舒瓦伯，要來面對季後賽打擊率僅0成56的瑞斯·哈斯金斯，沒想到哈斯金斯敲出了3分砲，也打退了Strider。布萊斯·哈波面對勇士第二任投手Dylan Lee敲出2分砲，費城人單局攻下6分。
費城人7局下，布萊斯·哈波掃出二壘安打帶回1分，尼克·卡斯提亞諾斯適時安打再下一城，最後就以9比1贏球，拿下隊史11年來季後賽主場的首勝。

### 10月15日 第四場
賓夕法尼亞州費城市民銀行球場
| 亞特蘭大勇士 | 0 | 0 | 1 | 1 | 0 | 0 | 1 | 0 | 0 | 3 | 4  | 0 |
| 費城費城人 | 0 | 3 | 1 | 0 | 0 | 3 | 0 | 1 | X | 8 | 13 | 0 |
| 勝投： 布萊德·漢德（1–0） 敗投： 查理·莫頓（0–1） 全壘打： 勇士：奧蘭多·阿西亞（3上，1分）、麥特·歐森（4上，1分）、崔維斯·達諾德（7上，1分） 費城人：布蘭登·馬許（2下，3分）、J·T·瑞爾穆托（3下，1分）布萊斯·哈波（8下，1分） 比賽總記錄 |   |   |   |   |   |   |   |   |   |   |    |   |

取得聽牌優勢的費城人，布蘭登·馬許在2局下率先從勇士先發投手查理·莫頓手中擊出右外野3分彈，助隊先馳得點。之後兩隊在3、4兩局互轟，勇士右外野手奧蘭多·阿西亞3局上擊出陽春砲，而費城人捕手J·T·瑞爾穆托下個半局回敬一發場內全壘打，成為史上第一位在季後賽敲出場內全壘打的捕手。而勇士一壘手麥特·歐森也在4局上回敬一發陽春砲，助隊以2：4縮小到2分差距。
不過費城人除了全壘打煙火秀外，6局下展現機關槍攻勢，瑞斯·哈斯金斯、J·T·瑞爾穆托和布萊斯·哈波連續擊出安打，單局灌進3分，費城人將領先擴大到7：2，儘管勇士捕手崔維斯·達諾德在7局上擊出陽春砲也難挽頹勢，布萊斯·哈波8局下也擊出左外野陽春全壘打，連兩場開轟，費城人終場就以8：3大勝勇士，睽違12年再度挺進國聯冠軍賽。而衛冕軍勇士成為第一支在分區賽遭到淘汰的球隊。